# Ralph Peña
Ralph Raymond Peña (* 24. Februar 1927 in Jarbidge, Nevada; † 20. Mai 1969 in Mexiko-Stadt) war ein US-amerikanischer Bassist des Modern Jazz. „Seine packend klare rhythmische Artikulation machte ihn für Kleinstformationen besonders begehrenswert;“ mit Jimmy Giuffre schrieb er „Jazzgeschichte.“

## Leben und Wirken
Peña spielte zuerst Baritonhorn und Tuba, bevor er zum Kontrabass wechselte. Noch als Jugendlicher spielte er von 1942 bis 1945 professionell bei Jerry Austin. Während er das College in San Francisco besuchte, schuf er sich in der West-Coast-Jazz-Szene einen Namen und spielte u. a. mit Art Pepper, Vido Musso, Cal Tjader (1950), Billy May (1951/2), Barney Kessel (1953 bis 1955), Charlie Barnet, Stan Getz, Shorty Rogers (1955/6). 1955 war er Gründungsmitglied der Formation Shelly Manne & His Men.Bekannt wurde er auch als Mitglied des Trios von Jimmy Giuffre (mit Jim Hall, dem er 1956 bis 1957 angehörte. Danach spielte Giuffre mit dem Posaunisten Bob Brookmeyer); Peña verließ Giuffres „Three“, da er geheiratet hatte und vom Tourneeleben Abstand nahm. Daneben spielte er zwischen 1956 und 1959 mit Buddy DeFranco. Von 1958 bis 1962 arbeitete er im Duo mit dem Pianisten Pete Jolly, wo er nach Reclams Jazzlexikon „Meisterleistungen“ vollbrachte.
1962 war er mit George Shearing auf Europa-Tour und im selben Jahr mit Bill Miller Begleiter von Frank Sinatras Welttournee, für den er zwischen 1956 und 1968 auch vielfach im Studio spielte. Er begleitete aber auch die Sängerinnen Anita O’Day, Ella Fitzgerald und Nancy Wilson, spielte mit Joe Pass und 1960 mit Ben Webster. Gelegentlich spielte er auch mit eigener Band, so 1963 in Los Angeles. Er starb bei einem Autounfall in Mexiko. 1961 erschien von ihm die LP „Master of the Bass“ (VSOP) mit Herb Geller, Joe Albany und Pete Jolly (aufgenommen in seinem Studio und in „Sherry´s Piano Bar“ in Hollywood).

## Lexigraphische Einträge
- Carlo Bohländer, Karl Heinz Holler, Christian Pfarr: Reclams Jazzführer. 3., neubearbeitete und erweiterte Auflage. Reclam, Stuttgart 1989, ISBN 3-15-010355-X.
- Wolf Kampmann (Hrsg.), unter Mitarbeit von Ekkehard Jost: Reclams Jazzlexikon. Reclam, Stuttgart 2003, ISBN 3-15-010528-5.